# ねぇ (Perfumeの曲)
「ねぇ」は、日本のテクノポップユニット・Perfumeの12枚目のシングル。2010年11月10日に徳間ジャパンコミュニケーションズから発売された。規格品番は初回限定盤がTKCA-73620、通常盤がTKCA-73625。

## 解説
前作「VOICE」以来3か月ぶりとなる2010年3作目のシングル。着うたは10月5日から先行配信された。初回限定盤はDVDと、毎回同様通常盤とは異なるブックレットが付いていて、Perfume結成「10」周年を記念し、超豪華「10」面蛇腹ジャケット仕様となっている。
「ねぇ」は前作「VOICE」「575」と同時期に録った曲で、前前作「ナチュラルに恋して」と同じく女性向けファッションブランド「NATURAL BEAUTY BASIC」の自身出演CMソングとして使用された。
PVは自身出演の「NATURAL BEAUTY BASIC」のCMと繋がった形になっており、その関係からか、大人っぽい印象を持たせるものとなっている。PV・CM共にCG合成を使用。のっち、かしゆか、あ〜ちゃんがそれぞれ3人ずつに分身して踊っているものや、彼女たちが集まって大勢で踊っていたりするなど、工夫が施された作りになっている。また激しいタップダンスを披露しており、最初はこのPVのみでの披露予定であったが、周囲に好評であったためライブや音楽番組でも披露することとなった。
カップリング曲「FAKE IT」のPVは発売当時製作されていなかったが、2012年9月に発売されるグローバルコンピレーションアルバム『Perfume Global Compilation "LOVE THE WORLD"』の発売に合わせて撮影された。撮影はファンクラブ『P.T.A.』の会員から400人を招待し、横浜BLITZにて行われた。
また「不自然なガール/ナチュラルに恋して」から3作連続で自己最高初動を更新した。
表題曲「ねぇ」は自身3回目の出場となる、「第61回NHK紅白歌合戦」で披露された。
2010年12月度、ゴールドディスクに認定された。
2016年に、テレビアニメ『こねこのチー ポンポンらー大冒険』（テレビ東京）のオープニングとして起用された。

## 収録曲

### CD
| 全作詞・作曲・編曲: 中田ヤスタカ。 |                                    |              |              |      |
| #                                  | タイトル                           | 作詞         | 作曲・編曲   | 時間 |
| 1.                                 | 「ねぇ」                           | 中田ヤスタカ | 中田ヤスタカ | 4:26 |
| 2.                                 | 「FAKE IT」                        | 中田ヤスタカ | 中田ヤスタカ | 4:10 |
| 3.                                 | 「ねぇ」(Original Instrumental)    | 中田ヤスタカ | 中田ヤスタカ | 4:27 |
| 4.                                 | 「FAKE IT」(Original Instrumental) | 中田ヤスタカ | 中田ヤスタカ | 4:10 |
| 合計時間:                          | 合計時間:                          | 17:13        |              |      |

### DVD（初回限定盤のみ）
1. ねぇ -Video Clip-